# Classe Minotaur (1906)
Pour les autres classes de navires du même nom, voir Classe Minotaur.
La classe Minotaur est une classe de trois croiseurs cuirassés construits au début du XXe siècle. Derniers croiseurs cuirassés de la Royal Navy, ils participent à la Première Guerre mondiale.

## Conception

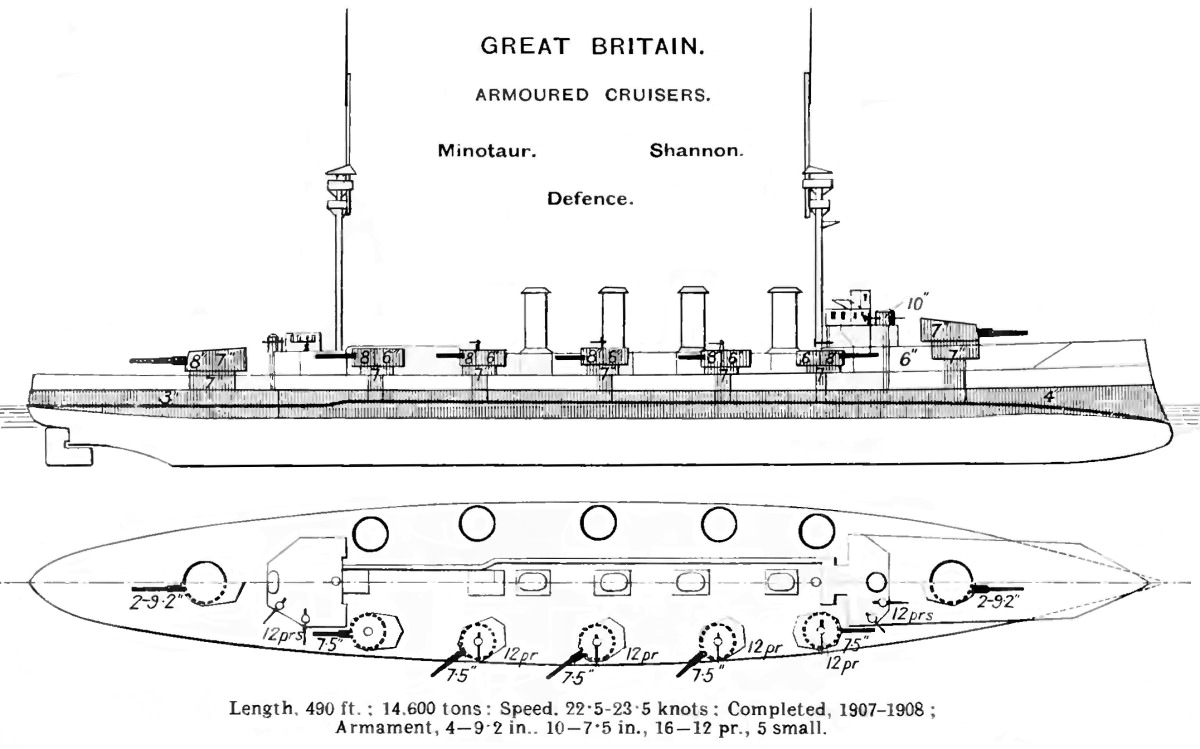
Plan des Minotaur. Les zones ombrées représentent le blindage.

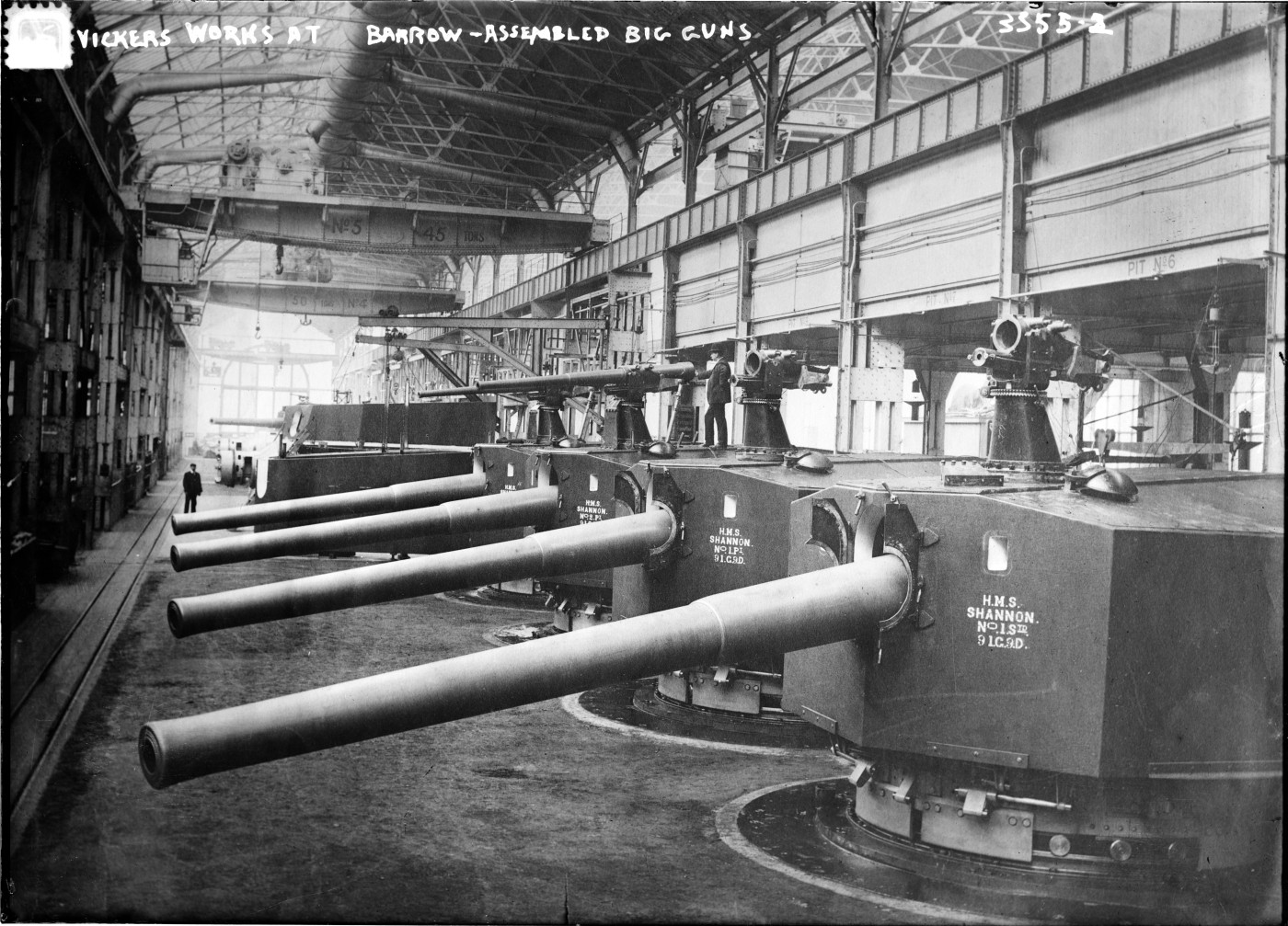
Canons de marine de 7,5 pouces BL Mk II devant armer le HMS Shannon en construction dans l'usine Vickers de Barrow-in-Furness entre 1905-1906.

Les trois croiseurs cuirassés de la classe Minotaur sont les derniers de ce type prévus par le 1904/05 Programme. Basés sur le HMS Warrior, ils sont élargis, leur déplacement est augmenté de mille tonnes, ce afin de permettre l'emport d'un armement plus lourd au détriment d'un blindage allégé. Le résultat est impressionnant sur le papier, mais les navires s'avèrent quelque peu surarmés et sous-protégés. 
L'armement principal est constitué de deux tourelles doubles de 234 mm (en), une à l'avant et l'autre à l'arrière ; dix canons de 190 mm (en) sont installés, cinq de chaque côté du croiseur. L'armement anti-torpilles est amélioré par rapport aux croiseurs cuirassés précédents, avec l'utilisation de canons de 76 mm (en), disposés sur les superstructures avant et arrière ainsi que sur le toit des tourelles. 
Le blindage de ceinture est long de 83 m ; épais de 152 mm au milieu du navire, il est de 102 mm à l'avant et de 76 mm à l'arrière. Les tourelles des canons de 190 mm ont un blindage de 203 mm à l'avant, de 152 mm sur les côtés et de 114 mm à l'arrière. Les tourelles des canons de 234 mm ont un blindage de 203 mm à l'avant, et de 178 mm sur les côtés et à l'arrière. Le blindage du pont est faible ; de 19 mm, il est de 38 mm au-dessus du gouvernail.
Le Shannon a une coque différente de celle de ses sister-ships ; d'un pied (30 cm) plus large et d'un tirant d'eau moins important, le navire est moins rapide. Malgré une puissance développée plus importante lors des essais, il enregistre une vitesse plus faible : 22,5 nœuds (41,7 km/h) contre 22,9 nœuds (42,4 km/h) pour le Defence et 23 nœuds (42,6 km/h) pour le Minotaur,.
Les cheminées sont rallongées de 15 pieds (4,6 m) en 1909. En 1917 le Minotaur et le Shannon reçoivent des mâts tripodes, ainsi que des canons antiaériens.

## Unités de la classe
| Nom          | Chantier           | Quille          | Lancement         | Mise en service | Destin                                        |
| ------------ | ------------------ | --------------- | ----------------- | --------------- | --------------------------------------------- |
| HMS Minotaur | Devonport Dockyard | 2 janvier 1905  | 6 juin 1906       | 1er avril 1908  | Revendu pour démolition le 12 avril 1920      |
| HMS Shannon  | Chatham Dockyard   | 2 janvier 1905  | 20 septembre 1906 | 10 mars 1908    | Revendu pour démolition le 12 décembre 1922   |
| HMS Defence  | Pembroke Dockyard  | 22 février 1905 | 24 avril 1907     | 9 février 1909  | Coulé le 31 mai 1916 à la bataille du Jutland |

## Histoire
Le Defence rejoint la 5e escadre de croiseurs en février 1909 avant d'être transféré à la 1re escadre de croiseurs (en) de la Home Fleet en juillet. Il escorte le yacht royal Medina (en) lors de son voyage en Inde 1911 à 1912, avant de rejoindre la Chine. De retour en Méditerranée à la fin de l'année en tant que navire amiral de la 1re escadre de croiseurs, il prend part à la poursuite des navires allemands Goeben et Breslau en août 1914. En septembre, il rejoint les Dardanelles, puis l'Atlantique Sud afin de renforcer l'escadre du contre-amiral Cradock. Après la destruction de celle-ci lors de la bataille de Coronel, il rejoint le cap de Bonne-Espérance en novembre, avant d'être nommé navire amiral de la 1re escadre en janvier 1915. Il participe ainsi à la bataille du Jutland, où il est coulé par des navires allemands le 31 mai 1916, emportant avec lui les 893 hommes d'équipage.
Le Minotaur rejoint la 5e escadre de croiseurs dès sa sortie du chantier en mai 1908, avant d'être transféré à la 1re escadre le mois suivant. Il rejoint alors la Chine, où il est le navire amiral de 1910 à 1914. Lorsque la Première Guerre mondiale éclate, il escorte des convois des troupes en provenance d'Australie. Le croiseur cuirassé rentre au Royaume-Uni en décembre 1914, après un bref passage par le cap de Bonne-Espérance. Après un carénage, il rejoint la 2e escadre de croiseurs début 1916, et participe ainsi à la bataille du Jutland. Il est mis en réserve peu après la fin de la guerre et revendu pour démolition en 1920.
Le Shannon entre en service en tant que navire amiral du contre-amiral de la 5e escadre de croiseurs en mars 1908, avant d'être transféré à la 2e escadre en avril 1909. En mars 1912, il est affecté à la 3e escadre de croiseurs, puis est réaffecté à la 2e en tant que navire amiral. Le croiseur cuirassé rejoint la Grand Fleet en août 1914, et subit un carénage à Cromarty en novembre. Il participe ensuite à la bataille du Jutland en mai 1916 avant de rejoindre Mourmansk en novembre. De 1917 à 1918, le Shannon escorte des convois en Atlantique. Il est mis en réserve en 1920 avant d'être revendu pour démolition en 1922.